# Château de Saint-Michel-de-Maurienne
Le château de Saint-Michel-de-Maurienne (latin Castrum Sancti Michaelis) est un ancien château fort du XIIIe siècle, situé au-dessus de Saint-Michel-de-Maurienne dans le département de la Savoie en région Auvergne-Rhône-Alpes.

## Toponymie
Le château fort de Saint-Michel-de-Maurienne est désigné sous les formes château ou châtel de Saint-Michel, plus tardivement château sur Saint-Michel.
En raison de sa localisation sur le plateau de Chambarlet (voir ci-après), on trouve également la forme Tour de Chambarlet.

## Localisation

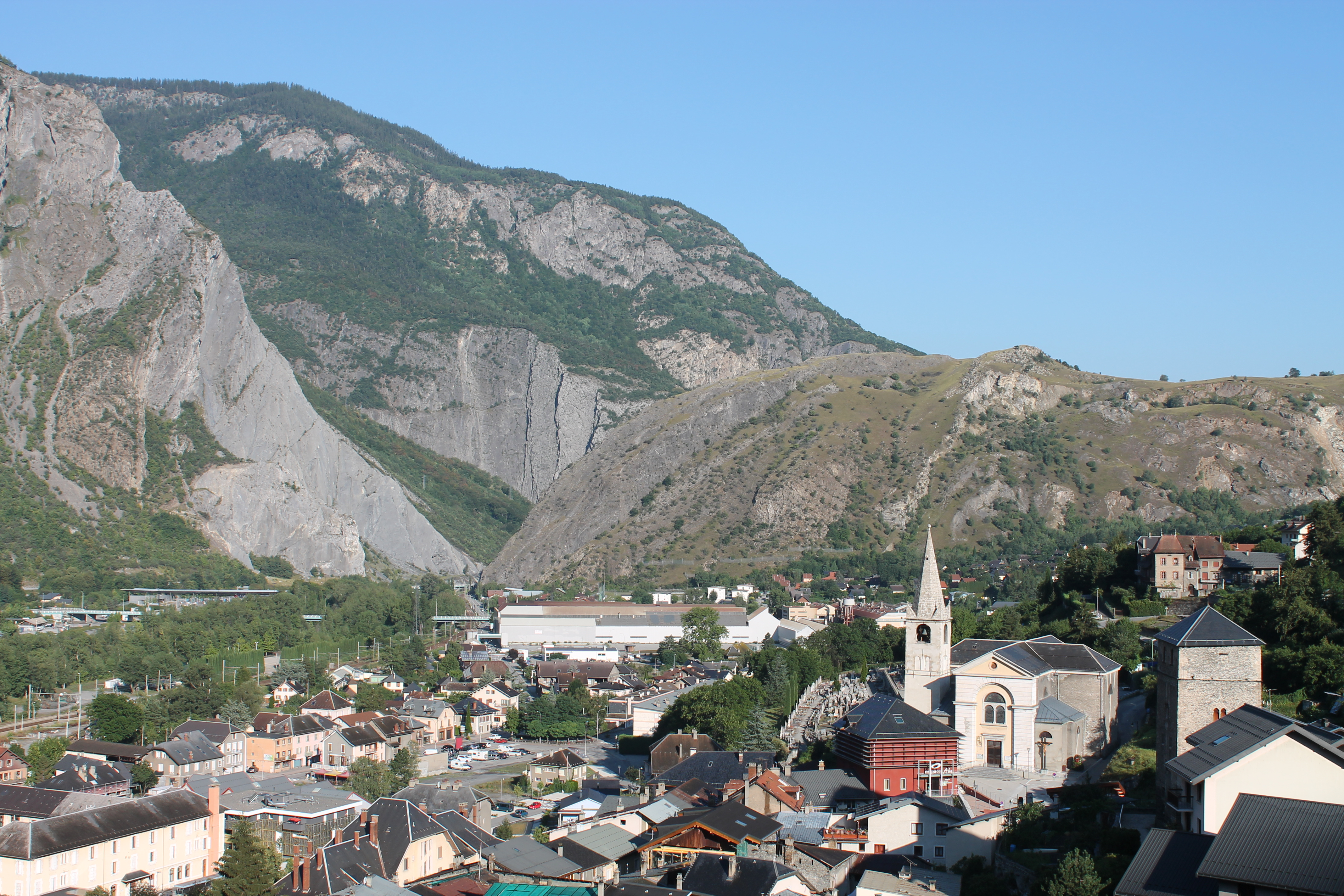
Vue depuis l'esplanade castrale du bourg de Saint-Michel, en arrière-plan, le Pas-du-Roc.

L'ancien château de Saint-Michel, dont il ne reste plus qu'une tour, est installé au-dessus du bourg de Saint-Michel-de-Maurienne, à l'est, en rive droite de Arc. L'emplacement est un mamelon appelé Chambarlet,.
Le château domine ainsi le bourg mais également un ancien ombilic glaciaire, dit de Saint-Michel, fermé en aval par le verrou glaciaire du Pas-du-Roc qui le sépare de la Saint-Martin-de-la-Porte,, ainsi qu'en direction du sud l'accès à la vallée de la Valloirette et le bourg de Valloire. Enfin, il surveille également le passage vers la vallée de la Tarentaise, par le col des Encombres, via les villages de montagne de Beaune et du Thyl.
Le site est stratégique faisant de lui « une charnière importante au croisement des routes menant vers l'Italie, la Tarentaise et le Briançonnais ». L'historien Christian Sorrel rappelle ainsi qu'au cours de la période médiévale « Aux foires de Saint-Michel-de-Maurienne, au XIVe siècle, se pressaient des gens des vallées piémontaises, de Tarentaise, de l'Oisans et du Briançonnais, venus par des cols situés entre 2 000 et 3 000 mètres ».

## Histoire

### Période médiévale
Le château appartient à la famille seigneuriale de Saint-Michel. Un seigneur Guillaume de Saint-Michel est mentionné vers 1104,. Il contracte une alliance avec la famille d'Ismidon de La Chambre. En effet, le fils de Guillaume de Saint-Michel porte le nom d'Ismidon (I) de Saint-Michel, vers 1151,,. Ismidon (I) de Saint-Michel a deux fils, Pierre et Ismidon (II), qui sont présentés comme les garants des seigneurs de La Chambre en 1153.
L'abbé Félix Bernard avance l'hypothèse que Pierre dit le maréchal (Petrus Mareschalus), cité vers 1190, est le Pierre précédent, frère aîné d'Ismidon II de Saint-Michel. Il serait pour l'historien local à l'origine de la famille des Mareschal (dit Mareschaux) de Saint-Michel,. Les seigneurs de Saint-Michel sont propriétaires jusqu'en 1295, où disparait le dernier représentant.
Le bourg de Saint-Michel relève des possessions comtales de Savoie en Maurienne, de non des évêques de Maurienne. Il s'agit du bourg le plus important en leur possession avant le contrôle de la ville épiscopale de Saint-Jean-de-Maurienne. Elle sera le chef-lieu d'une mestralie dans l'organisation savoyarde de la Maurienne, dont le siège se trouvait très probablement dans la maison forte qui forme une voute à l'entrée basse de la ville.
À partir de l'année 1309, le château entre en possession de la famille Mareschal de Saint-Michel. L'abbé Bernard fait descendre cette famille comme les précédentes de la grande famille vicomtale des Miolans-Charbonnières-La Chambre. En effet, le 3 des Ides de novembre 1309, le damoiseau Jacques Mareschal, fils de Jean Mareschal, prête hommage au comte de Savoie pour le Castrum Sancti Michaelis,,. En 1550, le château relève toujours des Mareschal. Toutefois, « Pierre Mareschal, dit du château de St-Michel, coseigneur du dit lieu, n'a pas d'héritier et ses biens passe à son frère, Jean Balthazard de Duin ».

### Période moderne
Au cours de l'année 1580, François de Bavoz de Saint-Julien est commandant du château et il a pour adjoint son frère Jean de Bavoz.
En 1597, les troupes françaises du lieutenant-général Lesdiguières prennent le château.

### Héritage
En avril 1599, le duc Charles-Emmanuel Ier de Savoie, qui a besoin d'argent, vend pour 10 000 écus d'or à Pierre de Duin (Duyn), dit Maréchal, baron de la Val d'Isère, gouverneur du château de la ville de Conflans, et à son frère Jean-Balthazard, les revenus de la mestralie de Saint-Michel. À l'issue de cette vente, les deux frères forment les branches des comtes de la Val d'Isère (Valdisère) et des marquis de Marclaz. En 1608, ils obtiennent la juridiction sur celle-ci. L'année suivante cette vente est cassée par décision de justice, et le duc octroie en compensation le titre et le nom de barons de Saint-Michel, de manière purement honorifique. Un procès a lieu de la part de la famille pour récupérer la juridiction jusqu'en 1620, au cours duquel Pierre Mareschal Duyn de la Val d'Isère donne à son frère Jean-Balthazard le château. Le procès empêche toutefois Jean-Balthazard Mareschal Duin de la Val d'Isère de garder le titre honorifique de baron de Saint-Michel.
Quelques années plus tard, son fils, Philibert Mareschal Duin de la Val d'Isère, est titré comte de Saint-Michel. Le fils de Philibert de la Val d'Isère est fait marquis de Marclaz, mais il est régulièrement appelé, ainsi que ses descendants, marquis de Saint-Michel, en référence à ses ancêtres.

### Période contemporaine
Le propriétaire du site est la commune de Saint-Michel-de--Maurienne. Le site du château n'est représenté que par une tour circulaire et quelques vestiges éparses.
La commune envisage la restauration de la tour et de ses alentours. Après fouilles préventives, en 2012, les aménagements ont débuté en 2014.

## Description
De l'ancien château fort, il ne reste qu'une tour circulaire. La comparaison avec les édifices de la région permet de dater sa construction dans la seconde moitié du XIIIe siècle, probablement au cours des « trente dernières années ». Des remaniements ont pu être opérées sans que ceux-ci puissent avoir été précisément datés. Le rôle de cette tour était défensive.
Les travaux actuels ne permettent pas de délimiter le dessin du site castral, ni où se situe la tour dans cet ensemble.

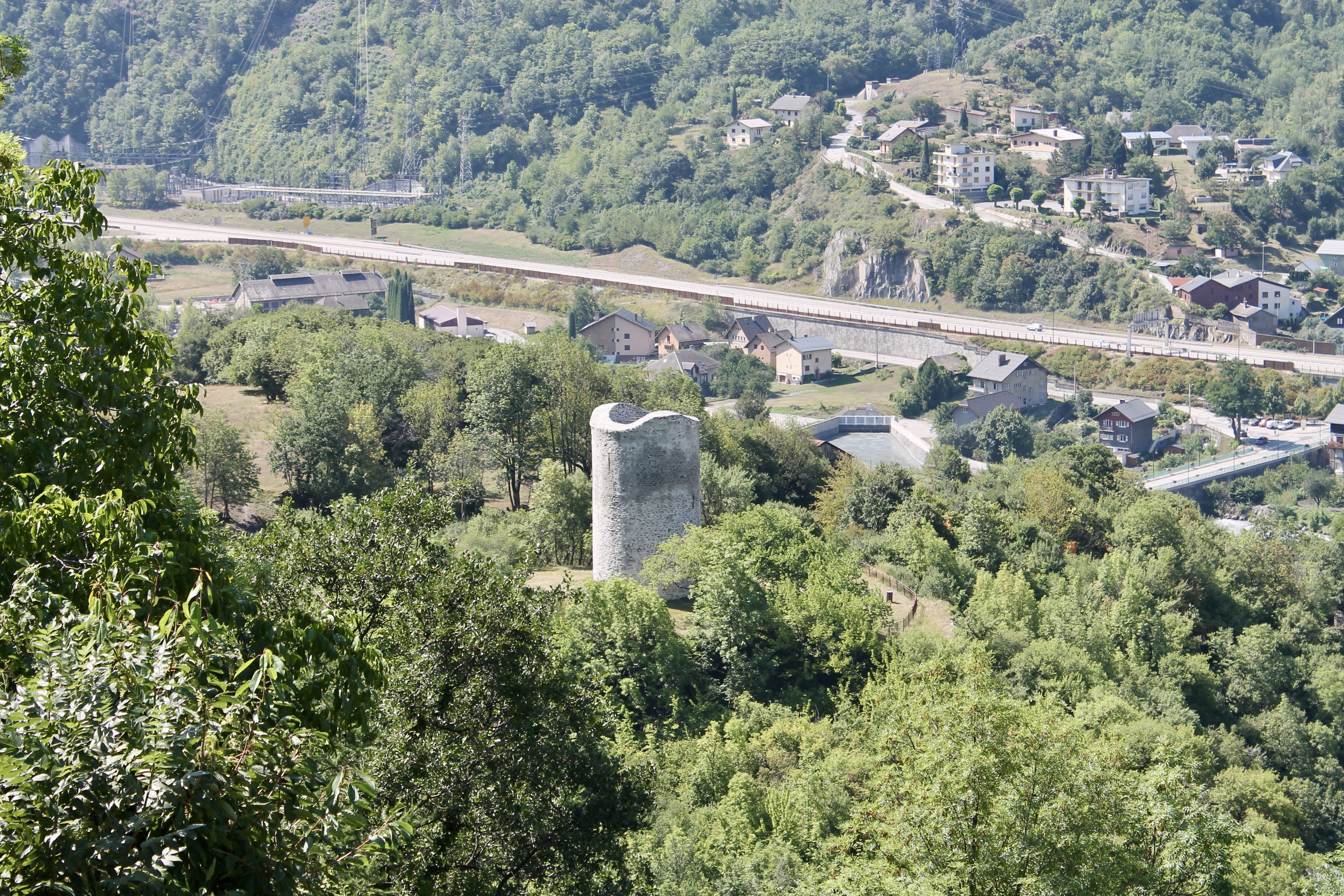
Vue en hauteur du site, en second-plan le fond vallée.
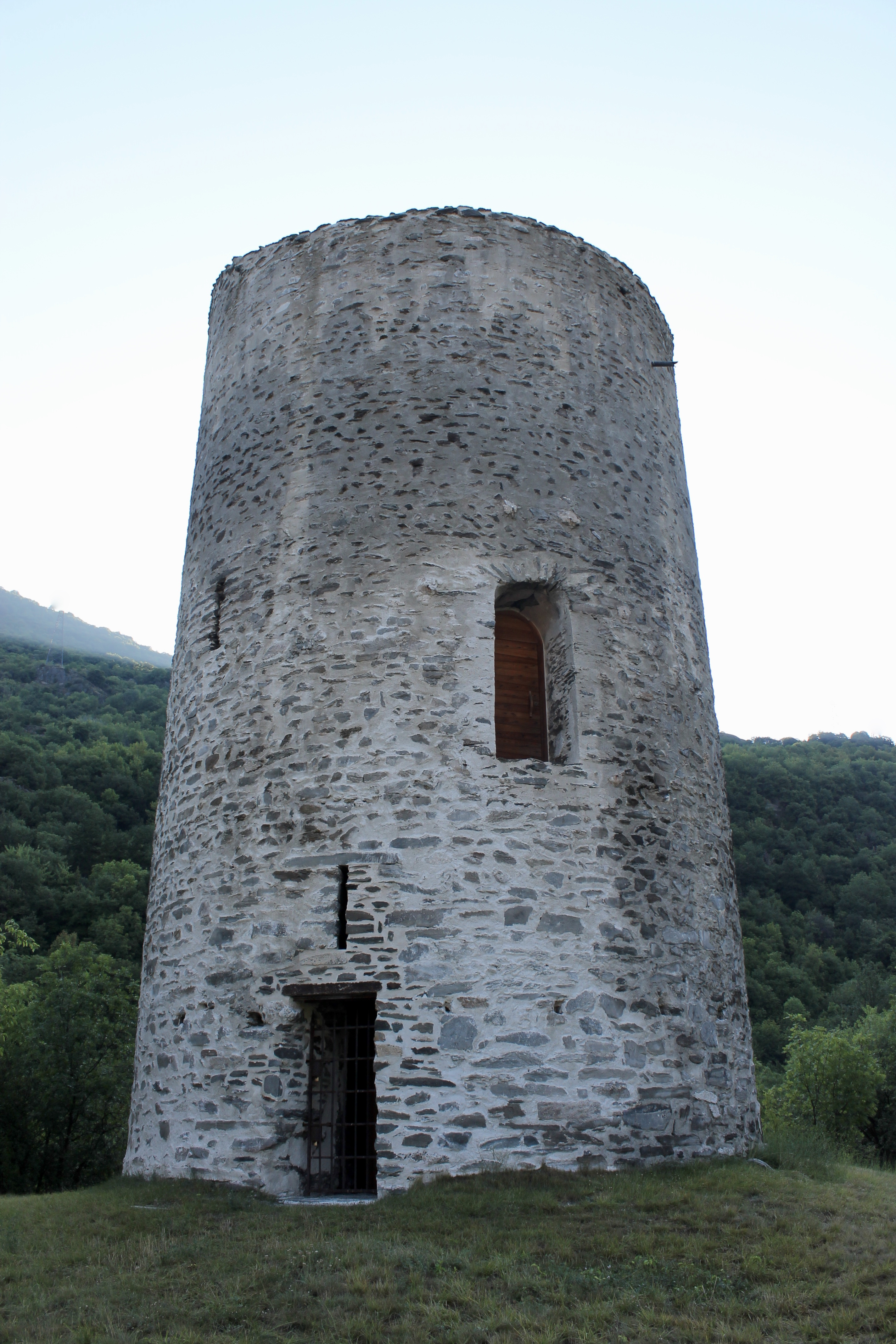
La tour ronde restaurée.
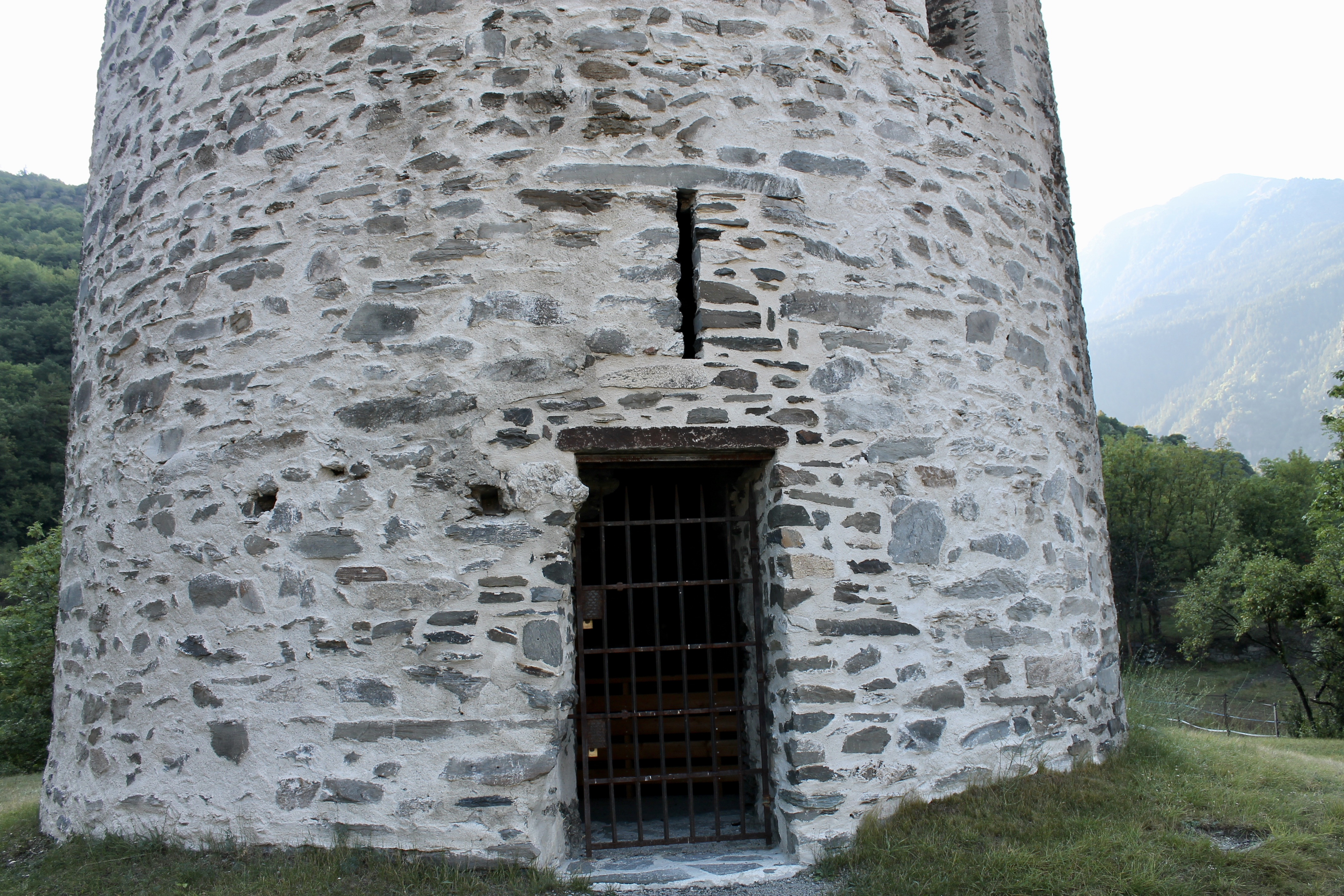
Entrée de la tour ronde.
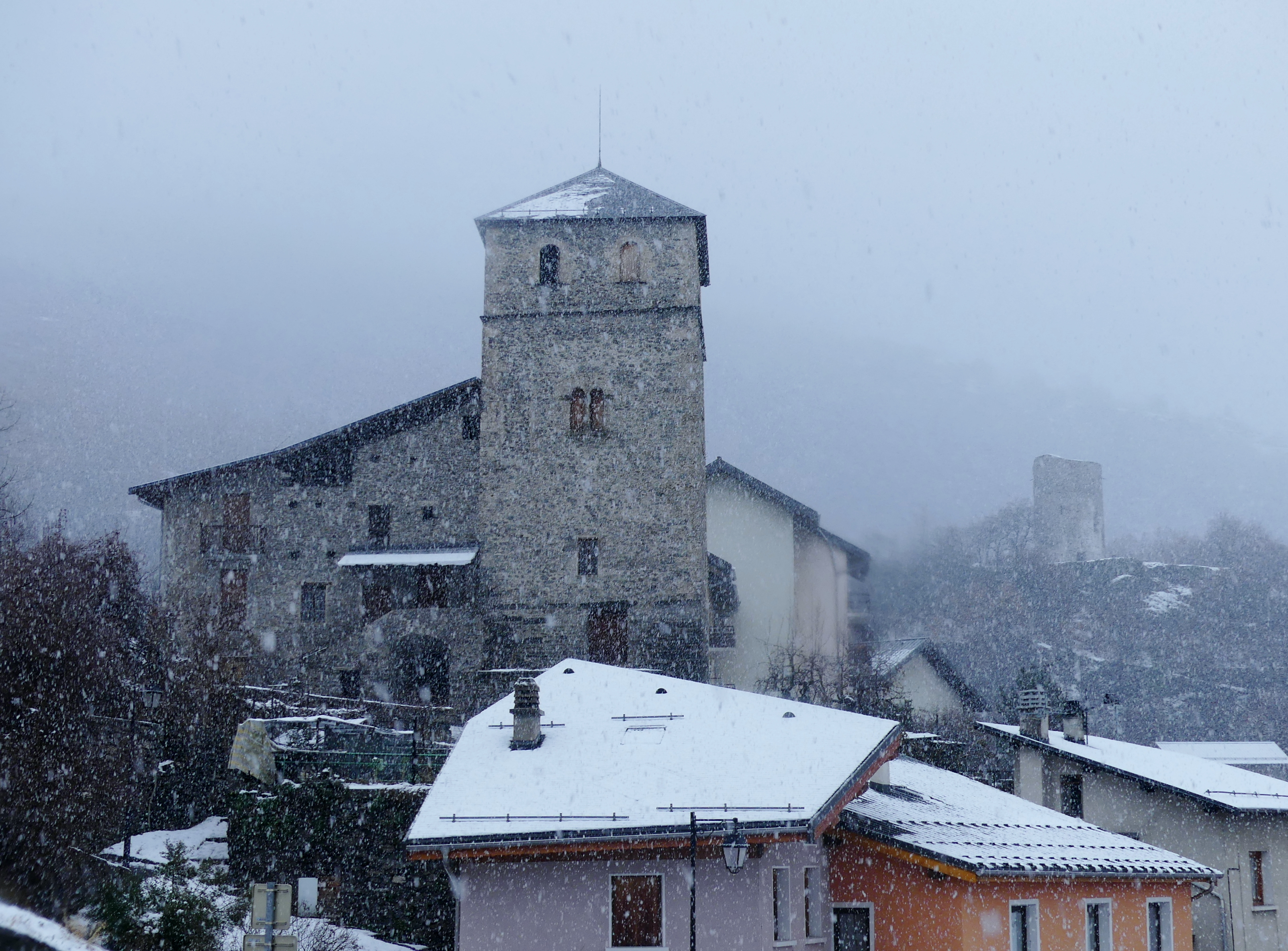
Vue depuis l'église de Saint-Michel-de-Maurienne.

## Fouilles
Dans le cadre du programme de restauration de la tour et de l'aménagement des alentours, une campagne de fouilles préventives a été menée en 2012, par l'organisme Hadès, sous la responsabilité de Cécile Randon. 